# Paweł Staszak
Paweł Staszak (ur. 22 października 1976 r. w Kozienicach) – polski fotograf, dziennikarz, wykładowca, działacz społeczny. Były redaktor prowadzący miesięcznika Foto.

## Życiorys
Ukończył studia z zakresu politologii i nauk społecznych. W 2000 roku został absolwentem Uniwersytetu Warmińsko-Mazurskiego w Olsztynie.
W 2001 roku jako copywriter nawiązał współpracę z firmą Orange Advertising. Tworzył koncepcje wizualne dla takich przedsiębiorstw jak Fujitsu Siemens Computers, Sferia i Akwawit-Polmos. W latach 2001–2003 prowadził agencję promocji Planeta ZIZI.pl. Jako wykładowca związany był z Instytutem Promocji w Warszawie oraz z Policealnym Studium Reklamy w Olsztynie (2001–2004). Później, od 2005 do 2010 roku, współpracował z prywatną szkołą AP Edukacja, wykładając fotografię. W latach 2004–2006 był prezesem Fotoklubu Olsztyńskiego, w 2010 roku założył Warmińsko-Mazurskie Stowarzyszenie Fotograficzne „Blur”. Od stycznia 2011 do października 2013 był redaktorem prowadzącym miesięcznik Foto oraz jego oficjalną stronę internetową. Napisał wiele publikacji poświęconych fotografii. Należy do Stowarzyszenia Dziennikarzy Polskich. Opublikował szereg artykułów w ramach stałej współpracy z czasopismem społeczno-kulturalnym Bez Wierszówki.
Jego wystawy zbiorowe i indywidualne prezentowane były na pokazach w Polsce i za granicą. Jako juror brał udział w konkursach fotograficznych (między innymi Fotoferia International Exhibition, RedBull Illume). W 2009 roku Prezydent Miasta Olsztyn przyznał mu nagrodę specjalną za szczególne osiągnięcia w dziedzinie twórczości artystycznej oraz dotychczasową działalność w dziedzinie fotografii.
Współtworzył i koordynował Centrum Sztuk Wizualnych Miejskiego Ośrodka Kultury w Olsztynie. Współtwórca festiwalu fotograficznego, Fotomotif Festival. Pomysłodawca i koordynator Otwartych Mistrzostw Fotograficznych, corocznego, ogólnopolskiego konkursu artystycznego. Przedstawiciel Warmińsko-Mazurskiego Stowarzyszenia Nowych Mediów. Inicjator charytatywnych warsztatów sztuk pięknych dla dzieci i młodzieży zagrożonych wykluczeniem społecznym.
Mieszka w Poznaniu. Prowadzi firmę PLAN F Fotografia i nowe media, pracował z przerwami w Miejskim Ośrodku Kultury w Olsztynie od 2008 do 2017 roku. Fotografuje na zlecenia agencji reklamowych i klientów indywidualnych. Na co dzień zajmuje się marketingiem sieciowym, doradztwem w zakresie wizerunku marki oraz audytem, prowadzącym do poprawy procesów komunikacji między pracodawcą a pracownikami oraz relacjami B2B. Hobbistycznie prowadzi warsztaty fotograficzne z zakresu portretu, mody, aktu i fotografii wnętrz. 

## Nagrody i wyróżnienia
- 2005: Złota Muszla, nagroda przyznana podczas przeglądu fotografii
- 2008: nagroda przyznana przez Corel Corporation
- 2009: Nagroda Prezydenta Olsztyna za osiągnięcia artystyczne

## Publikacje (wybór)
- Foto Kurier, nr 3/2004, Galeria Młodych – Paweł Staszak
- Foto, nr 4/2010 – Portrety Pawła Staszaka, str. 78–85
- Foto, od nr 2/2011 do numeru 11–12/2013 – edytoriale